# Hiroshi Matsuda
Hiroshi Matsuda (松田 浩 Matsuda Hiroshi?), född 2 september 1960 i Nagasaki prefektur, är en japansk tidigare fotbollsspelare.
Matsuda började sin karriär 1984 i Mazda (Sanfrecce Hiroshima). 1995 flyttade han till Vissel Kobe. Han avslutade karriären 1996.